# Parkway Garden Homes
Der Apartmentkomplex Parkway Garden Homes im Süden Chicagos, Illinois, wurde 1950 gegründet und war das erste afroamerikanische Bauprojekt.
Durch soziale Vernachlässigung entwickelte sich die Gegend um die Bauten zu einem Hotspot für Gangs und organisierter Kriminalität.
Auch als O-Block bekannt, beherbergte das Projekt viele bekannte Personen, darunter Chief Keef, King Von und auch die ehemalige First Lady der USA, Michelle Obama, die hier ihre ersten Lebensjahre verbrachte.
Die rivalisierenden Gangs Black Disciples und Gangster Disciples, die beide im und um den Block aktiv sind, führten zu vermehrten Morden und Schießereien.
Im November 2011 wurden die Parkway Garden Homes als Historic District („historischer Bezirk“) in das National Register of Historic Places („Nationales Verzeichnis historischer Orte“) eingetragen.